# Omosudis lowii
Omosudis lowii är en fiskart som beskrevs av Günther, 1887. Omosudis lowii år ensam i släktet Omosudis och i familjen Omosudidae. Inga underarter finns listade i Catalogue of Life.
Enligt en annan taxonomi ingår arten i familjen Alepisauridae.
Arten förekommer i tropiska och delvis tempererade havsområden över hela världen. Den når vanligen ett djup upp till 1000 meter under vattenytan och ibland når det ett djup av 4000 meter. Omosudis lowii blir oftast 20 cm lång och enskilda exemplar kan vara 23 cm långa. Kroppen har en brun färg med silver glänsande ytor. Individerna fångades ensam eller i mindre grupper. Denna fisk jagar andra fiskar och mindre bläckfiskar. Arten har inga fjäll på kroppen och den saknar simblåsa.
Det vetenskapliga släktnamnet är sammansatt av det grekiska ordet omo (skuldra) och det latinska ordet sudis (gäddor eller pinne).